# Forest City (Missouri)
Forest City è una città degli Stati Uniti d'America, nella Contea di Holt, nello Stato del Missouri.

## Geografia fisica
Secondo lo United States Census Bureau, la città ha una superficie totale di 2,56 km².

## Storia
Forest City è stata fondata nel 1857. Il nome dato alla cittadina deriva dal fitto bosco, una volta presente nel luogo di fondazione della città.